# Rosa María Castillejo
Rosa María Castillejo Santofimia (ur. 28 stycznia 1969 w Madrycie) – hiszpańska szpadzistka, złota medalistka mistrzostw świata.
Podczas mistrzostw świata w Atenach Hiszpanki w składzie: Taymi Chappé, Rosa María Castillejo, Carmen Ruiz Hervías i Cristina de Vargas zdobyły złoty medal w zawodach drużynowych. Była też między innymi piąta indywidualnie na mistrzostwach świata w Hadze (1995) oraz drużynowo na mistrzostwach świata w La Chaux-de-Fonds (1998).
Wystartowała na igrzyskach olimpijskich w Barcelonie (1992), gdzie zajęła 30. miejsce we florecie indywidualnym. Na rozgrywanych cztery lata później igrzyskach olimpijskich w Atlancie zajęła 33. miejsce w szpadzie indywidualnej.
Ponadto zdobyła złoty medal w szpadzie indywidualnej na mistrzostwach Europy w Funchal w 2000 roku.